# پرکینزویل (آریزونا)
پرکینزویل (به انگلیسی: Perkinsville) یک منطقهٔ مسکونی در ایالات متحده آمریکا است که در شهرستان یاواپای، آریزونا واقع شده‌است. پرکینزویل ۱٬۱۶۵٫۸۷ متر بالاتر از سطح دریا واقع شده‌است.